# Elcographie
L'elcographie est une technique d'impression numérique inventée par le Canadien Adrien Castegnier en 1973.
Afin de développer son invention, il a fondé en 1981 la société Elcorsy.

## Technique
L'elcographie utilise l'électrocoagulation d'encre (aqueuse) sur un tambour.
Le cycle d'impression pour une couleur se compose de six phases :
- dépôt d'un léger film d'huile sur le tambour afin de faciliter le transfert d'encre sur le papier ;
- création d'un film d'encre par injection sur le tambour ;
- impression par électrocoagulation : le courant électrique circule entre des cathodes sélectionnées et le tambour (anode) au travers de l'encre aqueuse, qui se coagule sur le tambour, formant un ensemble de points qui définissent l'image ;
- élimination de l'encre en excès pour révéler l'image ;
- transfert de l'image sur papier à l'aide d'un rouleau de contre-pression ;
- nettoyage du tambour.